# Тральщики проекта 12660
Морские тральщики проекта 12660 «Рубин» — являются первыми в истории советского военного кораблестроения морским тральщиками, способными уничтожать глубоководные мины-торпеды «Captor», гидроакустические буи противолодочной системы оповещения «Colas» и другие подводные объекты противника на глубине до 1000 метров. В составе ВМФ России это единственный тип корабля противоминной обороны, способный обеспечить вывод АПЛ в оперативную зону моря и океана.

## Представители проекта
- «Железняков»
- «Владимир Гуманенко»